# 偃武県
偃武県（えんぶ-けん）は、中華人民共和国山西省にかつて存在した県。現在の晋中市楡社県一帯に相当する。
620年（武徳3年）、唐朝により設置され、623年（武徳6年）に廃止された。